# 唐纳德·巴塞尔姆
唐纳德·巴塞尔姆（Donald Barthelme，1931年4月7日—1989年7月23日）是美国后现代主义小说家，代表作是《白雪公主》。他一生写了大量的短篇小说，并曾从事新闻记者、杂志编辑等工作，并曾在纽约城市大学任教。
虽然以短篇小说闻名，巴塞尔姆一生中亦著有四部中长篇小说：《白雪公主》（Snow White），《死去的父亲》（The Dead Father），《天堂》（Paradise）以及 The King。他的一百多篇短篇收集在 《Come Back, Dr. Caligari》、 《Unspeakable Practices, Unnatural Acts》《City Life》和《Sadness》等书中。另外，它的大部分作品汇集在了《故事六十篇》（Sixty Stories）和《故事四十篇》（Forty Stories）之中。巴塞尔姆还著有一些非小说书籍，如：《Guilty Pleasures》、《Not-Knowing: The Essays and Interviews of Donald Barthelme》。并和女儿一道写了儿童文学作品《The Slightly Irregular Fire Engine》，并因此在1972年获得美国国家图书奖。
巴塞尔姆的短篇小说作品通常只重视偶然和片断，而并传统、完整的叙述并不多见。一些作品背离了小说传统表现方式，甚至在一些作品里采用大量非文字的表达方式例如插入让读者难以捉摸的图片或者单调的色块。人们对他的作品有褒有贬。褒者认为巴塞尔姆的作品思维方式奇特、观点独到，贬者认为他的作品毫无意义不能理解。他也是美国最富有影响力的后现代主义作家之一。